# La Princesa de Navarra
La Princesa de Navarra (título original La Princesse de Navarre) es una comedia-ballet en 3 actos, con música de Jean-Philippe Rameau y letra en francés de Voltaire. Se estrenó el 23 de febrero de 1745 en Versalles, formando parte de los actos que se celebraron para festejar la boda de Luis Fernando, primogénito del rey Luis XV de Francia, con María Teresa Rafaela, octava hija del rey Felipe V de España.

## Argumento

### Acto I
Constanza, Princesa de Navarra, huyendo del Rey de Castilla Pedro I, que la tenía retenida y de Gaston de Foix que ha intentado raptarla y pertenece a la casa de Foix, enemiga tradicional de la Casa de Navarra, se ha refugiado en un castillo de la frontera de Navarra perteneciente al barón Don Morillo. En el castillo conoce a un pariente de Don Morillo llamado Alamir, que es en realidad el Duque de Foix de incógnito, al cual la princesa odia sin conocerlo por desavenencias familiares muy antiguas. 
Alamir prepara una fiesta para Constanza en el castillo y se enamora de ella, mientras tanto sus tropas, aliadas con las francesas al mando de Duguesclin, se apostan en las proximidades con la intención de destronar a Pedro I, Rey de Castilla. Constanza sorprendida con la fiesta, escucha la música y observa a los danzantes que bailan diferentes ritmos. Poco después se presenta un Alcalde con la intención de arrestar a Constanza por orden del rey Pedro I, Alamir le hace saber a la princesa que no permitirá esta acción y la defenderá con todas sus fuerzas.

### Acto II
El Alcalde confunde a Sanchilla (la hija de Don Morillo) con Constanza y pretende llevársela, la ingenua muchacha se siente alagada, pues cree que la trasladaran a la corte y le ilusiona conocerla, sin embargo Don Morillo interviene y aclara el error que se ha cometido. Poco después, el jardinero alarmado informa que Alamir y sus gentes están oponiendo resistencia a las tropas del Alcalde, Constanza se entera de la situación y se preocupa por la suerte de Alamir que con tanto valor la ha defendido.
Sanchilla increpa a Alamir y le pide que se defina y aclare si el ama a ella o a Constanza. Alamir se defiende y le contesta a Sanchilla que nunca ha estado enamorado de ella, tan solo le ha hablado con galantería y nunca le ha dado esperanzas de amor. Sanchilla queda profundamente confundida por la respuesta. 
Don Morillo llega a la escena exaltado y comenta que las tropas del Duque de Foix se han unido a los franceses para dar batalla y hacerse con el castillo. Mientras tanto se acerca un oficial del Duque y le comunica a Constanza que ha venido para servirla y está a sus órdenes, organizando a continuación una nueva fiesta en nombre del Duque. La fiesta se celebra, pero queda interrumpida por los sones de guerra anunciados por una trompeta.

### Acto III
Hernando, el escudero del duque, informa a Constanza de la victoria de los franceses y el importante papel que ha desempeñado Alamir en la batalla.  Constanza comienza a llorar de emoción y le manifiesta a Alamir su odio al Duque de Foix, entonces Alamir revela que él es en realidad el Duque y está enamorado de ella, ofreciendo su propia espada para que la Princesa lo mate, si así lo desea.  Finalmente triunfa el amor, permitiendo que se celebre la boda de la pareja de enamorados. Tiene lugar una fiesta en la que el teatro representa la cordillera de los Pirineos, durante la misma el Amor desciende en un carro y la gran montaña se hunde, transformándose en un magnífico templo consagrado al Amor.

## Personajes
- Constanza, Princesa de Navarra.
- El Duque de Foix.
- Don Morillo, noble.
- Sanchilla, hija de Don Morillo.
- El Alcalde.
- El Jardinero.
- Leonor, doncella de la princesa.
- Hernando, escudero del duque.